# The Lucky Ones - Un viaggio inaspettato
The Lucky Ones - Un viaggio inaspettato (The Lucky Ones) è un film del 2007 diretto da Neil Burger, interpretato da Rachel McAdams, Tim Robbins e Michael Peña.

## Trama
I giovani Colee Dunn e TK Poole e il maturo Fred Cheaver sono di ritorno negli Stati Uniti dopo aver prestato servizio in Iraq.
I primi due hanno una licenza di trenta giorni e sono entrambi diretti, per motivi diversi, a Las Vegas: Colee ha intenzione di fare visita ai genitori del suo ragazzo, Randy, rimasto ucciso nello scontro in cui lei è stata ferita ad una gamba, per consegnare loro una preziosa chitarra appartenuta al figlio e trascorrere lì la licenza, visti i cattivi rapporti con la propria famiglia; TK, sopravvissuto ad un colpo di granata che l'ha lasciato praticamente illeso causandogli però una temporanea impotenza sessuale, ha intenzione di rivolgersi a delle "specialiste" che lo aiutino a recuperare la piena funzionalità prima di tornare dalla sua fidanzata, che ha tenuto all'oscuro del problema. Cheaver, a sua volta segnato nel fisico (alcune vertebre rotte in un ridicolo incidente con una latrina), ha invece ottenuto il congedo definitivo ed è diretto a Saint Louis per ricongiungersi a moglie e figlio dopo quasi due anni.
Incontratisi per la prima volta sull'aereo che li riporta in patria, giunti all'Aeroporto JFK di New York scoprono che, a causa di un blackout che ha colpito la città, tutti i voli sono stati cancellati a tempo indeterminato. Decidono quindi di condividere un'auto a noleggio per raggiungere Saint Louis, dove Cheaver potrà reincontrare la famiglia e gli altri due prendere un volo per la loro vera destinazione.
Ma il ritorno a casa riserva a Cheaver novità inaspettate e sconvolgenti: la moglie Pat lo accoglie con estrema freddezza rivelandogli la decisione di chiedere il divorzio; il figlio Scott gli annuncia di essere stato accettato dalla prestigiosa università di Stanford, ma di aver ottenuto una borsa di studio solo parziale e di avere bisogno al più presto di 20 000 dollari; un ex collega lo informa che non potrà riprendere il suo vecchio lavoro, perché l'azienda in cui lavoravano sta per chiudere.
Cheaver per chiarirsi le idee decide di allontanarsi da casa e raggiungere il fratello a Salt Lake City. Colee e TK non se la sentono di abbandonarlo in quello stato, temendo che possa arrivare a farsi del male, e decidono di proseguire insieme il viaggio, nel corso del quale giungono a conoscersi sempre meglio ed aprirsi l'un l'altro, tanto che TK rivela la sua imbarazzante condizione.
Durante una sosta, partecipano ad un incontro religioso con il Pastore Jerry Nolan, in cui Colee rivela disinvolta all'intera congregazione riunita i problemi di Cheaver e TK, sperando nell'efficacia della preghiera. Uno dei presenti invita i tre militari alla propria festa di compleanno, dove Cheaver viene sedotto da una bella donna, che lo vuole coinvolgere in un rapporto a tre con il marito.
In seguito, incontrano casualmente alcune giovani prostitute in giro in camper, disponibili ad aiutare TK con il suo problema. Ma il loro intervento si rivela non necessario, perché TK scopre di aver recuperato quando si ritrova a stringersi a Colee per fuggire ad un improvviso tornado.
Cheaver decide che l'unica possibilità per trovare i soldi per il figlio sia di andare a Las Vegas e tentare con il gioco. Colee raggiunge i genitori di Randy, che l'accolgono calorosamente, ma scopre che il ragazzo le ha mentito sul proprio passato: non è entrato nell'esercito per sfuggire alla legge, dopo aver compiuto una rapina ad un casinò, ma per sfuggire alla responsabilità di aver messo incinta una ragazza in un rapporto occasionale; i genitori hanno preso presso di sé la ragazza e il nipotino. Dopo una simile scoperta, Colee preferisce rifiutare la gentile offerta di fermarsi da loro per tutta la licenza e decide di portare via con sé la preziosa chitarra, che vale oltre 20 000 dollari, e non è affatto un cimelio di famiglia.
TK nel corso del viaggio ha finito per mettere in dubbio la sua determinazione a rimanere nell'esercito. Per evitare di tornare in Iraq, decide di consegnarsi alla polizia e confessare di aver commesso la rapina compiuta dal ragazzo di Colee: si trattava però solo di una delle sue tante bugie ed in realtà non è mai avvenuta, quindi viene subito rilasciato. Colee vorrebbe che Cheaver ricavasse dalla vendita della chitarra i soldi di cui ha bisogno, ma ormai l'uomo non ne ha più bisogno, perché ha ottenuto un sostanzioso bonus riarruolandosi nell'esercito.
Lasciata Las Vegas, si ritrovano al termine dei trenta giorni, all'aeroporto, in partenza per l'Iraq, diretti in luoghi diversi.

## Distribuzione
Il film è uscito nelle sale cinematografiche statunitensi il 26 settembre 2008 in 425 copie ed è stato ritirato dalle sale dopo una sola settimana.
In Italia è stato distribuito direttamente in home video il 7 ottobre 2009 da Sony Pictures Home Entertainment.